# Cuộc tấn công Mumbai 2008
Cuộc tấn công Mumbai năm 2008 là hơn mười vụ tấn công khủng bố bằng bom và xả súng cùng lúc được tiến hành khắp Mumbai, trung tâm thương mại của Ấn Độ từ ngày 26 đến 29 tháng 11 năm 2008. Đây là một cuộc tấn công được phối hợp chặt chẽ của nhiều nhóm vũ trang. Những đối tượng khủng bố đã bắn súng, nổ bom vào những khách sạn hạng sang, một nhà hàng rất nổi tiếng, các bệnh viện, rạp chiếu phim, bãi biển, sân bay quốc tế và một trạm xe lửa đông người trên khắp Mumbai vào đêm Thứ Tư, gây thiệt mạng hơn 170 người. Dù một số báo cáo cho rằng một vài người Tây phương đã bị bắt làm con tin, chủ tịch khách sạn Trident nói rằng không có bằng chứng khẳng định điều đó.
Theo ước lượng ban đầu của lực lượng cảnh sát, nhóm khủng bố có khoảng 10 người, tuy nhiên nhiều câu hỏi đang được đặt ra với ước tính này. Cho đến rạng sáng Thứ Năm 27/11, phần lớn thành phố Mumbai vẫn nằm trong tình trạng thiếu an ninh. Cảnh sát và các nhóm vũ trang vẫn đấu súng tại hai khách sạn. Cuộc đấu súng chỉ kết thúc vào ngày Thứ Sáu. Theo New York Times, thực tế lực lượng khủng bố đã không nắm giữ con tin nào; tất cả những nạn nhân đều đã bị sát hại từ đầu. Nhóm khủng bố đã giả vờ đang nắm con tin để làm chậm bước tiến của lực lượng cảnh sát.

## Bối cảnh

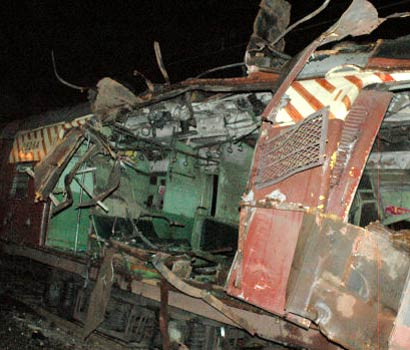
Tàu lửa tại trạm Mahim station bị đặt bom ngày 11-07-2006

Các nhóm quá khích Hồi giáo đã tấn công thành phố lớn nhất tại Ấn Độ và riêng tại Mumbai nhiều lần trong mấy năm gần đó, kể cả một loạt nổ bom trong tháng 7/2006 gây thiệt mạng 209 người và làm 700 người bị thương. Nhiều vụ nổ bom khủng bố và cơ quan an ninh thường chỉ tập trung chú ý đến việc bảo vệ cho các địa điểm đông người như chợ, thương xá, nhà ga, rạp hát và tổ chức lập nút chặn khám xét kiểm soát giấy tờ mỗi khi có tin mật báo về âm mưu khủng bố.

### Mumbai
Mumbai, tên cũ Bombay, hải cảng quan trọng nhất trên bờ biển phía tây và là trung tâm tài chính thương mại của Ấn Độ. Thành phố có 13 triệu cư dân và nếu kể cả vùng phụ cận thì đại đô thị này có tới 19 triệu người.

## Tấn công

### Đường vào Ấn Độ
Một số toán khủng bố đã đột nhập thành phố bằng đường biển. Trên bãi biển gần khách sạn Taj Mahal người ta đã tìm thấy nhiều xuồng cao su bơm hơi bỏ lại trong đó có một xuồng còn chứa chất nổ.

### Khủng bố đánh vào Mumbai

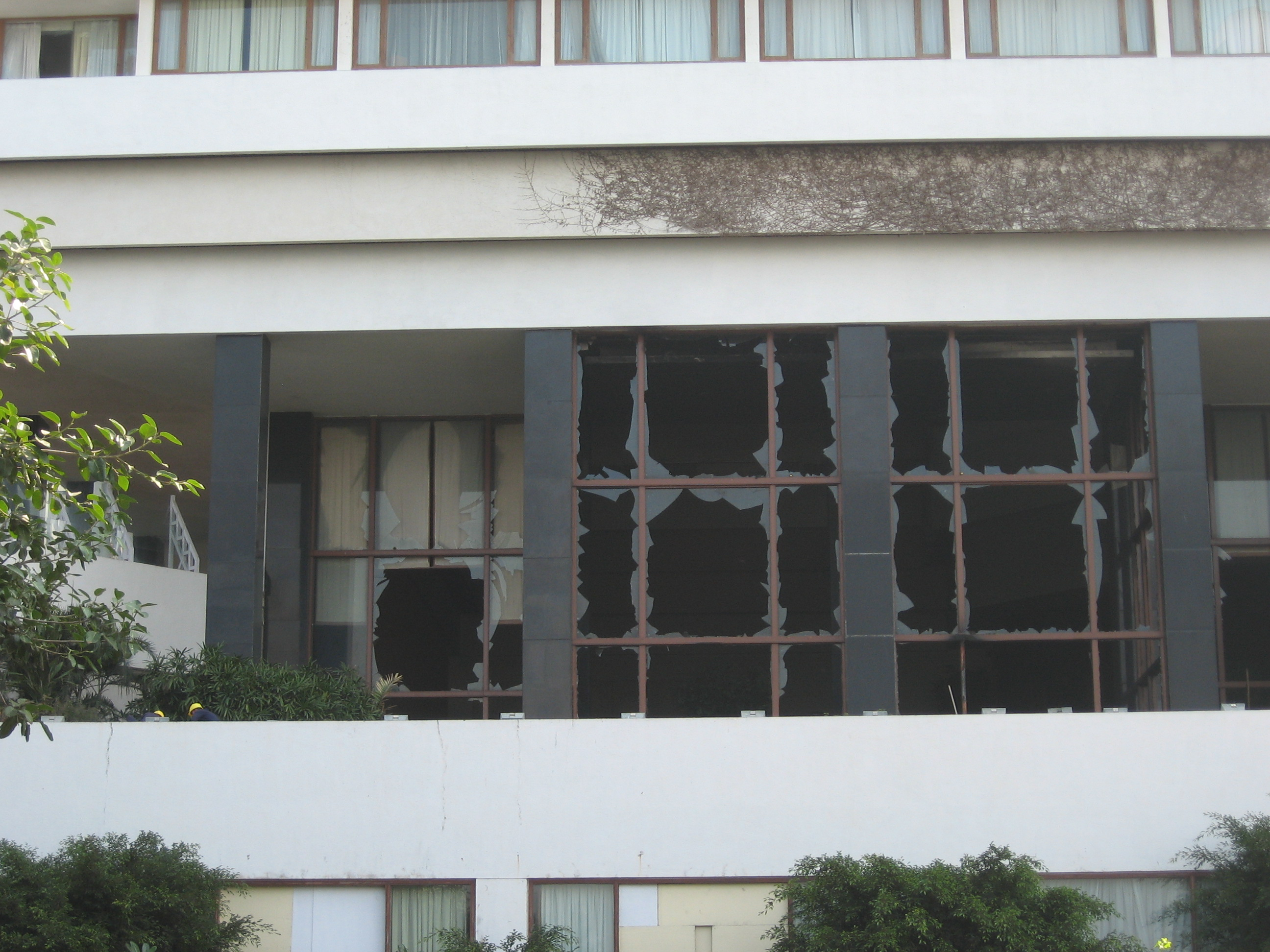
Khách sạn Trident Hotel bị hư hại

Tối thứ tư 26/11, các toán khủng bố vũ trang súng máy đã tấn công vào Mumbai, thành phố trung tâm tài chính của Ấn Độ. Ít nhất có 7 địa điểm bị tấn công bao gồm một nhà ga xe lửa, một hàng ăn và 2 khách sạn sang trọng có nhiều người nước ngoài cư ngụ. Những cuộc chạm súng với cảnh sát chống khủng bố kéo dài suốt đêm và cho tới sáng thứ năm 27/11 quân đội còn bao vây hai khách sạn Taj Mahal rất nổi tiếng và Trident Oberoi nơi một số công dân Anh và Hoa Kỳ bị bắt giữ làm con tin. Đây là hai khách sạn cao cấp tại một thành phố đông người có mức sống khá giả so với các thành phố khác tại Ấn Độ.
Theo cảnh sát, bốn kẻ tình nghi khủng bố bị tiêu diệt trong lúc tẩu thoát trên xe hơi tại hai địa điểm bị tấn công, hai nghi can khác bị bắn thiệt mạng tại khách sạn Taj Mahal, và chín người có vũ trang đã bị bắt. Có 3 cảnh sát thiệt mạng trong đó có chỉ huy trưởng lực lượng đặc nhiệm chống khủng bố. Một nhóm quá khích Hồi giáo ít được biết tới có tên là Deccan Mujahideen đã nhận đứng đằng sau vụ này. Đây là một tổ chức lạ, ít người nghe tên từ trước. Sau nửa đêm, rạng sáng thứ năm 27/11, lửa đã bốc cháy dữ dội và nhiều tiếng nổ đã được ghi nhận tại khách sạn Taj Mahal. Từ khách sạn nằm ven biển, người ta đã nghe những tiếng la hét và thấy khói đen bốc lên cao. Các chuyên viên cứu hỏa đã xịt nước vào ngọn lửa. Họ dùng thang để mang người ra khỏi những cửa sổ hoặc ban công ở trên cao.
Bộ ngoại giao Israel tìm kiếm tin tức của khoảng 20 công dân Do Thái mất tích trong khi cảnh sát Mumbai nói có 4 khủng bố cố thủ ở một cao ốc tên là Nariman House, nơi có nhiều gia đình Do Thái cư ngụ. Suốt đêm các tay súng khủng bố này đã bắn từ trong tòa nhà và đạn lạc làm chết một cặp vợ chồng và một thiếu niên. Cafe Leopold, một nhà hàng quen thuộc với khách Tây phương, cũng là một địa điểm bị tấn công. Ngoài ra một toán vũ trang đã đột nhập nhà ga xe lửa Chhatrapati Shivaji và xả súng bắn vào những hành khách đi làm về trễ đang đợi tàu.

### Khủng bố nhắm vào người Anh và người Mỹ
Theo các nhân chứng, những nhóm vũ trang đã nhắm vào người ngoại quốc làm con tin, đặc biệt là người Anh và người Mỹ. Có ít nhất 200 người bị thương. Bọn khủng bố chỉ đặc biệt chú ý tìm bắt dân Anh và Mỹ. Theo lời một nhân chứng những kẻ tấn công đã đột ngột xuất hiện tại khu vực lễ tân vào lúc 10 giờ tối ngày 26/11, uy hiếp tập trung tất cả mọi người và sau khi xét hỏi giấy tờ hộ chiếu đã bắt giữ làm con tin khoảng 15 khách dân Anh và Mỹ. Theo cảnh sát, một số con tin đã bị quân khủng bố bắt tại hai khách sạn Taj Mahal và Oberoi. Theo lời kể của Ashok Patel, một công dân Anh, những người vũ trang đã xông vào khách sạn và la lớn nhiều lần: "Ai có sổ thông hành Mỹ hoặc Anh?". Từ 7 đến 15 người ngoại quốc bị bắt làm con tin tại khách sạn Taj Mahal.

### Biệt kích giải cứu các con tin
Trong quân phục màu đen, các lính biệt kích Ấn Độ đã bắn chết ba tên  khủng bố tại một trong hai khách sạn bị tấn công. Họ tiến vào từng phòng tại hai khách sạn năm sao ở Mumbai để giải cứu hàng chục người còn bị kẹt lại trong cuộc tấn công. Nỗ lực giải cứu kéo dài suốt cả ngày 27/11 trong tiếng súng và tiếng nổ lớn, giữa lúc các ngọn lửa vẫn còn thấy bốc cháy từ khách sạn Taj Mahal. Một số con tin và xác người đã được đưa ra khỏi các tòa nhà.
Vào sáng sớm 27/11, các binh sĩ chính phủ đã đưa vài chục con tin ra khỏi khách sạn Oberoi. Một trong những người được giải cứu cho báo chí biết ông nhìn thấy nhiều xác chết bên trong khách sạn. Nhưng ông từ chối không cho biết thêm chi tiết, nói rằng đã hứa với cảnh sát là không cho biết tin tức gì về cuộc giải cứu trong lúc còn đang được tiến hành. Có 45 con tin đã được đưa ra khỏi khách sạn Oberoi và khoảng 35 người khác bị kẹt. Cảnh sát từ từ tiến hành cuộc giải cứu để khỏi gây nguy hại cho những người bị cầm giữ. "Sự an toàn của những người bị kẹt là điều rất quan trọng," theo lời ông A.N. Roy, một viên chức cảnh sát cao cấp. "Việc này sẽ mất thời giờ nhưng sẽ được hoàn tất mỹ mãn," ông nói.

### Tình hình chưa trở lại bình thường
Sáng ngày 27/11 tình hình ở Mumbai vẫn chưa yên tĩnh. Các trường học đều được lệnh đóng cửa và nhà chức trách khuyên dân chúng đừng nên ra khỏi nhà trong khi chưa biết có thể còn những cuộc tấn công nào khác hay không. Tuy nhiên vẫn có rất đông dân chúng hiếu kỳ tập trung tới xem ở 10 địa điểm đã xảy ra các vụ tấn công đêm trước.
Người ta còn nghe thấy tiếng súng nổ ở hai khách sạn 5 sao Oberoi Trident Hotel và Taj Mahal Palace. Tại khách sạn Oberoi khoảng 100 cảnh sát đặc biệt mở cuộc hành quân giải cứu 4 hoặc 5 khách ngoại quốc bị bắt giữ làm con tin ở tầng 19. Tại khách sạn Taj Mahal thỉnh thoảng có những loạt súng máy vang lên và sau đó cảnh sát hộ tống hàng chục vị khách, hầu hết là người Tây phương, ra khỏi khách sạn vẫn còn lửa cháy ở một trong hai tòa nhà cao tầng. Tất cả con tin đều được giải thoát. Tại bệnh viện phụ nữ và nhi đồng Cama, toán khủng bố cũng giữ một số con tin nhưng đến sáng 27/11 tình hình đã trở lại yên tĩnh. Không rõ những kẻ tấn công đã bị giết hay rút chạy.
Sau những giờ thỉnh thoảng có tiếng súng và tiếng nổ ngày 28/11 ở Taj Mahal, một khách sạn với 565 phòng, cuộc giao tranh bùng lên vào lúc chập tối khi các lực lượng Ấn Độ bắt đầu phóng lựu đạn vào khách sạn, nơi người ta tin rằng ít nhất một tay súng còn cố thủ bên trong một phòng khiêu vũ. Lính biệt kích giết chết hai tay súng cuối cùng bên trong khách sạn Oberoi gần đấy trước đó trong ngày. Các viên chức an ninh nói những cuộc hành quân hầu như đã chấm dứt.
Nhóm được giải cứu từ Oberoi, nhiều người cầm sổ thông hành, gồm ít nhất hai người Mỹ, một người Anh, hai người Nhật vài người Ấn Độ. Vài người mang hành lý với cờ Canada. Một người đàn ông trong một bộ đồ làm bếp ôm một em bé. Khoảng 20 thành viên của các hãng hàng không đã được giải thoát, kể cả nhân viên của các hãng Lufthansa của Đức và Air France của Pháp.

### Hậu quả
Chính quyền Mumbai nhìn nhận là hoàn toàn bị bất ngờ với vụ tấn công vì không có tin tức tình báo nào chứng tỏ có thể xảy ra một hành động phối hợp quy mô như vậy. Tổng kết có 173 người chết và 308 bị thương. Ít nhất có 11 khủng bố, 9 đã bị giết và 1 bị bắt sống. 12 cảnh sát tử nạn trong đó có Hemant Karkare, chỉ huy trưởng cảnh sát đặc biệt chống khủng bố ở Mumbai bị bắn chết trong cuộc chạm súng tại khách sạn Oberoi.
Nhiều cơ quan truyền thông Ấn Độ cho biết đã nhận được e-mail của tổ chức mang tên Deccan Mujahideen, một nhóm Hồi giáo ít ai biết đến, nhận trách nhiệm về hành động này. Nhật báo Ấn Độ phát hành tại thủ đô New Delhi hôm 27/11 đi tựa lớn nơi trang nhất: "Chiến tranh ở Mumbai".

## Nạn nhân

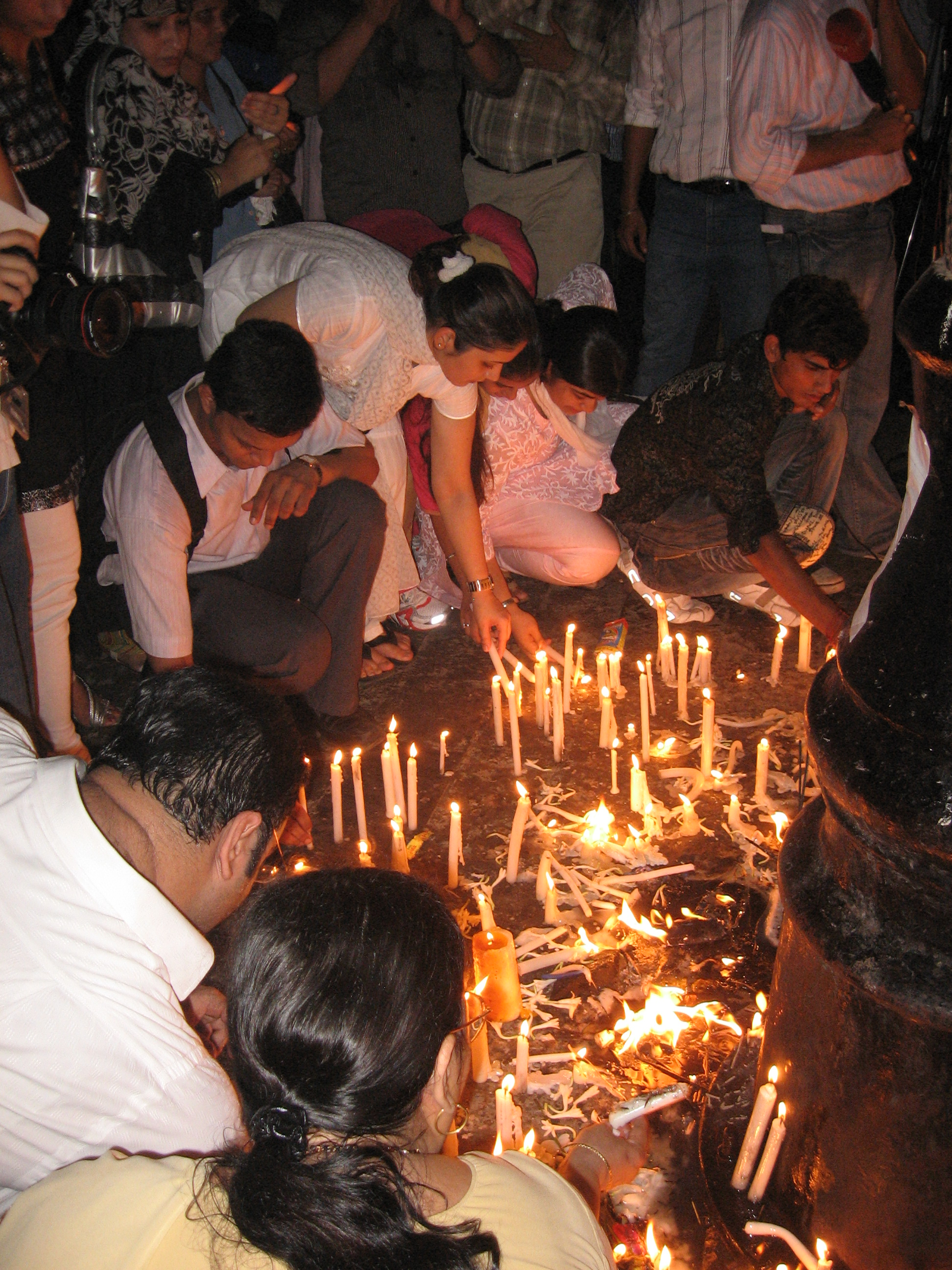
Người Ấn Độ thắp nến tưởng niệm nạn nhân

Những biệt kích xông vào trụ sở của một nhóm Do Thái chính thống ở Mumbai tìm thấy xác của năm con tin, các viên chức giải cứu của Ấn Độ và Israel nói, giữa lúc một cuộc giao tranh mới bùng lên tại khách sạn sang trọng Taj Mahal và những lực lượng khác của Ấn Độ chấm dứt một cuộc bao vây tại một khách sạn năm sao khác. 175 người bị giết chết, kể cả 22 người ngoại quốc - trong số đó có hai người Mỹ, một người Úc, một người Nhật và một người Anh, theo lời giới hữu trách địa phương. Một người Ý và một người Đức khác cũng thiệt mạng, theo tin từ Bộ Ngoại giao các quốc gia này. Vào sẩm tối ngày 28/11, các lính biệt kích Ấn Độ xuất hiện từ trung tâm Do Thái bị bao vây với các khẩu súng trường được giơ lên như một dấu hiệu chiến thắng, sau một ngày bao vây và các binh sĩ từ trên các trực thăng đổ bộ xuống bằng dây. Tuy nhiên, bên trong là năm con tin đã chết.
Một toán thuộc đơn vị y khoa khẩn cấp ZAKA của Israel vào tòa nhà sau vụ đột kích và báo cáo rằng năm con tin và hai tay súng đã thiệt mạng, một phát ngôn viên của ZAKA ở Israel nói. Nhiều báo cáo truyền thông tại địa phương, khi trích lời các viên chức quân sự hàng đầu, cũng nói rằng năm con tin và hai tay súng đã bị giết chết tại trung tâm Do Thái. Cho tới tối 28/11, ít nhất chín tay súng đã bị giết chết, một người bị bắt giữ và có tới sáu người vẫn còn ở khách sạn Taj Mahal, theo lời R.Patil, một viên chức cao cấp tại tiểu bang Maharashtra, nơi Mumbai là thủ phủ. Những người khác nói có thể chỉ có một hoặc hai tay súng còn ở bên trong.

## Căng thẳng với Pakistan
Đã có những nghi ngờ về việc nước láng giềng Pakistan là nơi đặt bộ chỉ huy của bọn khủng bố. Điều này đã làm nóng lên quan hệ giữa 2 nước láng giềng vốn không êm đẹp. Pakistan đang lo ngại về khả năng Ấn Độ tấn công do căng thẳng giữa 2 bên đang ngày càng lên cao. Những kẻ khủng bố được cho là thuộc nhóm khủng bố Hồi giáo ủng hộ Pakistan là Lashkar-e-Toiba.

## Việc bắt giữ các nghi can
Vào hôm 8-12, An ninh Pakistan đã bắt giữ 15 người trong đó có Zaki-ur-Rehman Lakhvi, người bị phía Ấn Độ xem là chủ mưu vụ tấn công này. Tuy nhiên, Pakistan tuyên bố sẽ không giao những nghi can bắt giữ được cho phía Ấn Độ, mà sẽ "xử lý những người bị bắt theo luật pháp Pakistan" - theo lời ngoại trưởng Pakistan Shah Mehmood Qureshi 

## Danh sách các tên khủng bố[10]
Cảnh sát Ấn Độ đã công khai danh tính của mười tay súng được coi là có liên quan đến vụ khủng bố này. Trong đó có chín người đã bị giết chết, người còn lại đang được thẩm vấn. 

Mười tay súng này bao gồm:
- Nasir, bí danh Abu Umar (tham gia tấn công Nariman House)
- Abu Ali (tấn công Taj Palace)
- Soheb (tấn công Taj Palace)
- Fahad Ullah (tấn công Oberoi)
- Azam Amir Kasab (lúc bị bắt còn sống, nhưng bị treo cổ ngày 21 tháng 11 năm 2012)
- Bada Abdul Rehaman (tấn công Taj Palace)
- Abdul Rehaman Chota (tấn công Oberoi)
- Ismal Khan (tấn công nhà ga CST)
- Babar Imaran (tấn công Nariman House)
- Nazir, bí danh Abu Omer (tấn công Taj Palace)

## Phản ứng quốc tế
Một phát ngôn viên Nhà Trắng cho biết, "Hoa Kỳ lên án hành động khủng bố này và sẽ tiếp tục đứng bên cạnh người Ấn Độ trong giai đoạn thảm họa này. Tổng thống Bush ngỏ lời chia buồn với người Ấn Độ và những gia đình vô tội bị giết hoặc bị thương trong những vụ tấn công."
Thủ tướng Ấn Độ Manmohan Singh cáo buộc là các "lực lượng ngoại quốc" có can dự vào cuộc tấn công này.